# Gare de Matsuyama City
La gare de Matsuyama City (松山市駅, Matsuyamashi-eki) est une gare ferroviaire située à Matsuyama, dans la préfecture d'Ehime au Japon. C'est la gare centrale du réseau de la compagnie Iyotetsu.

## Situation ferroviaire
La gare de Matsuyama City est située au début des lignes Yokogawara et Gunchū et à la fin de la ligne Takahama.

## Histoire
La gare a été inaugurée le 28 octobre 1888 sous le nom de gare de Matsuyama. Elle est renommée gare de Togawa l'année suivante, puis de nouveau gare de Matsuyama en 1902 avant de prendre son nom actuel en 1927 pour éviter la confusion avec la gare de Matsuyama.

## Service des voyageurs

### Accueil
La gare dispose d'un bâtiment voyageurs, avec guichets, ouvert tous les jours.

### Desserte
- Ligne Yokogawara :
  - voie 1 : direction Kume, Hirai et Yokogawara
- Ligne Takahama :
  - voie 2 : direction Kinuyama, Mitsu et Takahama
- Ligne Gunchū :
  - voie 3 : direction Yōgo, Masaki et port de Gunchū

### Intermodalité
Le tramway de Matsuyama passe à proximité de la gare (terminus des lignes 1, 2, 3 et 6).